# Акшийрак
Акшийра́к, также Ак-Шыйра́к (кирг. ак шыйрак — белоногая (об овце); в белом чулке (о лошади)) — горный массив в Тянь-Шане, на территории Кыргызстана. Образует водораздел между верховьями Нарына и рек бассейна Сарыджаза.
Массив состоит из трёх кулисообразно расположенных параллельных хребтов субширотного простирания. Протяжённость составляет около 50 км, максимальная высота — 5126 м. Сложен метаморфическими сланцами, известняками, гранитами. Господствуют высокогорные — субнивальные и гляциально-нивальные ландшафты.
Акшийрак — важный центр оледенения в Тянь-Шане: общая площадь оледенения составляет 439 км², из 59 ледников самый крупный — ледник Петрова, дающий начало Нарыну.

## Панорама

Панорама массива